# Washburn (Illinois)
Washburn è un villaggio degli Stati Uniti d'America, situato nello Stato dell'Illinois, diviso tra la contea di Woodford e la contea di Marshall.